# Palazzo Bentivoglio (Bologna)

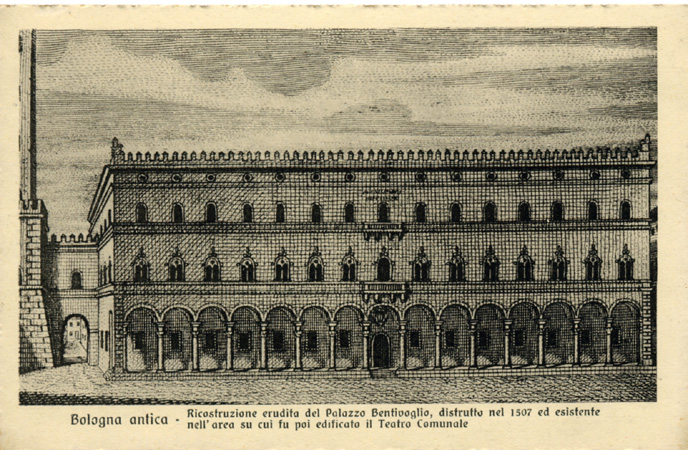
Rekonstruktion des Palazzo Bentivoglio aus dem 19. Jahrhundert

Der Palazzo Bentivoglio war ein Palast in Bologna in der italienischen Region Emilia-Romagna.

## Geschichte

Wappen der Bentivoglios

Der Palast der Bologneser Adelsfamilie Bentivoglio wurde ab 1460 im Auftrag von Sante Bentivoglio in der Strada San Donato (heute Via Zamboni); anschließend führte Giovanni II. Bentivoglio die Bauarbeiten zu einem Ende. Das Gebäude wurde auch „Domus Aurea“ (dt.: Goldenes Haus) genannt, weil die Kapitelle und die Gesimse der Fassade mit reinem Gold bedeckt waren.
Das Gebäude wurde von der aufgebrachten Bevölkerung im Frühjahr 1507 zerstört. Die Feinde der Familie beschlossen, den Palast zu zerstören. Im Übrigen war auch Papst Julius II. überzeugt, dass es notwendig sei, diese Wohnstatt der Bentivoglios bis auf die Grundmauern niederzureißen, wenn man ihre Rückkehr verhindern wollte. Mit der Vertreibung der Familie aus der Stadt setzte der Bologneser Senat fest, dass jedes ihrer Wappen oder Zeichen früherer Macht aufgehoben werden sollte. Die Zerstörung des Palastes in der Strada San Donato war aber ein großer Verlust für die italienische Kunstgeschichte. Zeitgenössische Chronisten und Wissenschaftler jüngerer Zeit versuchten, auf Basis oft enthusiastischer Beschreibungen das Aussehen des „Domus Magna“ zu rekonstruieren.
Heute findet man auf dem Gelände, auf dem sich der Palast erhob, das Teatro Comunale, auf dessen rechter Seite die Via del Guasto verläuft, deren Name an die Trümmer der Residenz der Bentivoglios erinnert; auf dem Gelände dahinter, wo der Garten lag, erstreckt sich der Giardino del Guasto, wogegen der Bau vor dem Theater, auf der gegenüberliegenden Seite des Platzes, die Stallungen des alten Palastes enthält. Wenig weiter, in der Via Belle Arti, steht die imposante Masse eines neuen Palazzo Bentivoglio. Diesen ließ ab 1551 Costanzo Bentivoglio, der Angehörige einer Seitenlinie der Familie (ohne Macht) errichten.

## Beschreibung
Nach Chronistenberichten maß die Hauptfassade zur Strada San Donato hin in der Länge 30 Meter, wogegen die Länge der Flanken jeweils 140 Meter überschritt. Im Erdgeschoss lagen die Räumlichkeiten der Männer der Familie Bentivoglio, wogegen im Obergeschoss sich die Wohnräume von Giovanni II. Bentivoglio, sehr reich verziert mit Fresken, und die ebenso verschwenderischen von Ginevra Sforza und der anderen Frauen des Hauses fanden. Die Paradezimmer des Palastes waren reich mit Fresken bekannter Künstler der damaligen Zeit verziert: In der Loggia, die vom dritten Hof zum Garten führte, hatte Lorenzo Costa den Brand von Troja gemalt, während Francesco Francia das Zimmer von Giovanni II. mit Bildern dekoriert hatte, die die Geschichte von Judit und Holufernes zeigten.
Der Palast beherbergte auch Wachen und Waffenkammern, ohne natürlich die Schlafgemächer für die Gäste, die Läger und die Waffenlager zu erwähnen.
Insgesamt hatte das Gebäude 244 Räume und fünf große Säle, in den die Bentivoglios illustre Persönlichkeiten und Freunde empfingen, sowie Feste und verschwenderische Gelage abhielten.